# رطبان لين
رطبان لين (الاسم العلمي: Hygrocybe mollis) هو نوع من الفطريات يتبع جنس الرطبان من الفصيلة الهدبانية.